# 解析数论

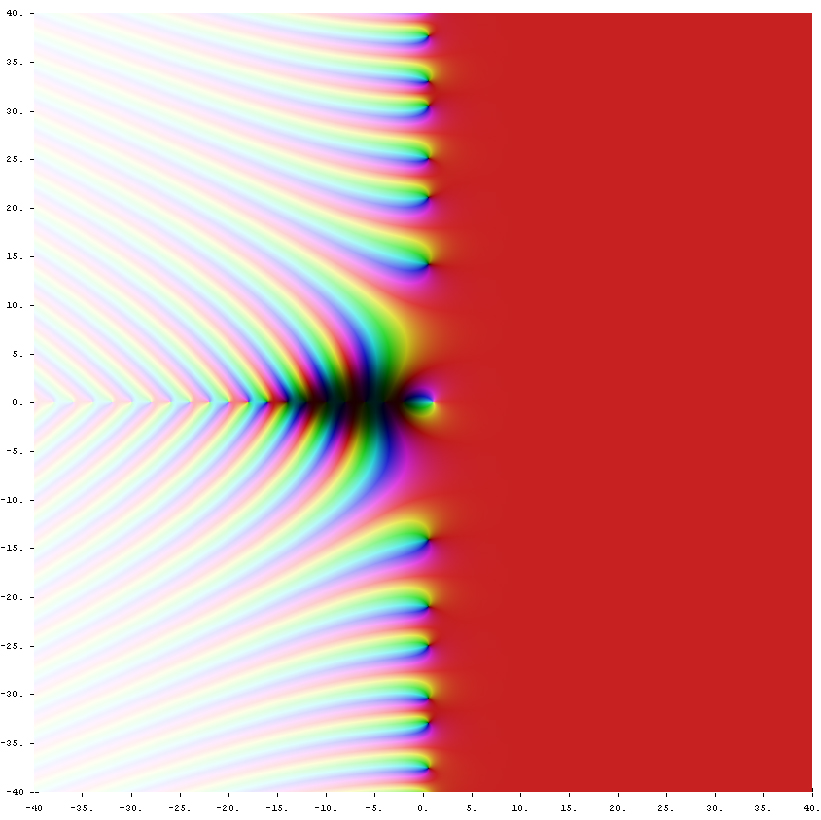
複平面上的黎曼ζ函數ζ(s)，其顏色表示函數的值，越接近黑色的表示其數值越接近零，而其色相表示函數數值的辐角

解析数论（analytic number theory），為數論中的分支，它使用由数学分析中發展出的方法，作为工具，来解决数论中的问题。它首次出現在數學家狄利克雷在1837年導入狄利克雷L函數，來証明狄利克雷定理。解析数论的成果中，較廣為人知的是在質數（例如質數定理及黎曼ζ函數）及堆疊數論（例如哥德巴赫猜想及華林問題）。

## 解析数论的分支
解析数论主要分為兩種，區分方式主要是因為待求解問題種類的不同，而比較不是因為使用技巧上的基本差異。
- 乘性數論（英语：Multiplicative number theory）處理的是質數的分佈，例如估計一個區間內的質數個數，包括質數定理及狄利克雷定理。
- 堆疊數論是有關整數的堆疊結構，像是哥德巴赫猜想認為所有大於2的偶數都可以表示為二個質數的和。另一個堆疊數論的主要成果是華林問題的和。

## 歷史
微积分和复变函数论发展以后，产生了解析数论。该学科的第一个主要成就是狄利克雷用解析方法证明了狄利克雷定理。依靠黎曼ζ函数对素数定理的证明是另一个里程碑。
解析数论是解决数论中艰深问题的重要工具，数论中有些问题必须由解析方法才能提出或解决。
中国的华罗庚開啟了中國解析數論學派，王元、陈景润、潘承洞等人在“哥德巴赫猜想”上也有相當進展，陸續證明了「3＋4」、「2＋3」及「1＋2」，其中的「1＋2」就是陈氏定理。

## 問題及結果
解析数论的定理及成果比較不是有關整數精確結構的結果，這方面用代數或是幾何上的工具比較合適。解析数论的許多定理多半會預估一些數論相關函數的範圍及預計。

### 乘性數論
歐幾里得證明了質數有無限多個，可是很難找到可以快速判定一個整數是否是質數的方法（特別是整數很大時）。另外一個也有關係，但比較簡單的問題是找到質數的漸近分布，也就是可以大略描述有多少質數小於特定整數。卡爾·高斯在計算大量的質數後提出其猜想，他認為小於或等於一個很大整數N的質數個數，接近以下的定積分
{\displaystyle \,\int _{2}^{N}{\frac {1}{\log \,t}}\,dt.}
波恩哈德·黎曼在1859年利用複變分析以及一個特殊的亚纯函数（後來稱為黎曼ζ函數）來推導小於等於特定實數x之質數個數的解析解。值得一提的是，黎曼公式的主要項就是上述的積分，因此讓高斯的猜想更加重要。黎曼找到了解析解中的誤差項和黎曼ζ函數的複數零點有密切的關係，因此質數分佈的形式也和黎曼ζ函數的複數零點有關。雅克·阿达马及夏尔-让·德拉瓦莱·普桑利用黎曼的概念，以及對ζ函數零點的資訊，致力證明高斯的猜想，而且他們證明了若
{\displaystyle \pi (x)=({\text{number of primes }}\leq x),}
則
{\displaystyle \lim _{x\to \infty }{\frac {\pi (x)}{x/\log x}}=1.}
上述的結果目前稱為質數定理，是解析数论的核心結果。簡單的說，質數定理提到給定一個大數字N，小於等於N的質數個數大約有N/log(N)個。

### 堆疊數論
華林問題是堆疊數論中最重要的問題之一，問題是針對任意大於等於2的整數k，是否可以將任意正整數表示為有限個整數的k次方的和
{\displaystyle n=x_{1}^{k}+\cdots +x_{\ell }^{k}.\,}
針對平方的例子k = 2，已由拉格朗日在1770年由四平方和定理證明。針對任意整數的例子由大卫·希尔伯特在1909年證明，不過運用的是代數的技巧，沒有提出數字個數的上界。戈弗雷·哈罗德·哈代及約翰·恩瑟·李特爾伍德應用解析數論的工具處理此一問題，帶來突破性的進展，他們用的工具稱為圓法（circle method），可以針對函數G(k)（整數用k次方和表示時，需要的最小整數）提出具體的上界，例如維諾格拉多夫上界為
{\displaystyle G(k)\leq k(3\log k+11).\,}

### 丟番圖方程
丟番圖方程和多項式方程的整解有關。有些研究可能是探討解的分析情形，也就是依照某種「高度函數」來計算這些解。
高斯圓問題是丟番圖方程中的一個重要例子，要求滿足下式的整數點 {\displaystyle (x,y)} 的個數
{\displaystyle x^{2}+y^{2}\leq r^{2}.}
用幾何的方式來說，給定在平面上，以原點為圓心，半徑是 {\displaystyle r} 的圓，此問題要問的是在此圓內和圓上有多少個格子點。其解為{\displaystyle \,\pi r^{2}+E(r)\,}，其中{\displaystyle \,E(r)/r^{2}\,\to 0\,}在{\displaystyle \,r\to \infty \,}時。不過最難（也是解析數論取得大幅進展）的部份是在確認此誤差項 {\displaystyle E(r)}的上界。高斯證明了誤差項的漸近行為{\displaystyle E(r)=O(r)}，O(r)為大O符号，表示誤差項不會超過 {\displaystyle r} 的線性項。而後來瓦茨瓦夫·谢尔宾斯基在1906年證明了{\displaystyle E(r)=O(r^{2/3})}。哈代和愛德蒙·蘭道都證明了{\displaystyle E(r)=O(r^{1/2})}不成立（{\displaystyle E(r)} 數量級超過 {\displaystyle r} 開根號）。因此以後目標是證明針對每一個{\displaystyle \epsilon >0}，都存在實數 {\displaystyle C(\epsilon )} 使得 {\displaystyle E(r)\leq C(\epsilon )r^{1/2+\epsilon }}。
2000年馬丁·赫胥黎證明了{\displaystyle E(r)=O(r^{131/208})}，是目前最好的結果。